# 금성초등학교 (서울)
금성초등학교는 대한민국 서울특별시 중랑구 신내로21길 55 (신내동)에 있는 사립 초등학교이다.

## 학교 연혁
- 1965년 1월 20일 학교법인 금성학원 설립인가
- 1965년 6월 26일 금성국민학교 개교
- 1969년 2월 10일 제1회 졸업
- 2017년 12월 29일 윤옥영 이사장 취임
- 2018년 3월 2일 임상순 명예교장 취임
- 2018년 3월 2일 제7대 이수련 교장 취임
- 2020년 2월 13일 제52회 졸업식
- 2025년 6월 26일 개교 60주년

## 참고 자료
- 금성초등학교 - 한국교육학술정보원 학교알리미